# RD-0105
RD-0105 – radziecki silnik rakietowy. Skonstruowany przez OKB Kosberg przy współpracy OKB-1. Silnik powstał w ciągu 9 miesięcy prac w oparciu o komorę sterującą silnika RD-107, zaprojektowanego przez OKB-1. Stanowił napęd członu Łuna 8K72-2 rakiet Łuna 8K72 oraz członu Wostok 8K72-2 rakiet Wostok 8K72. Produkowany w latach 1958-1960.